# BDM TV
 (juillet 2012).
Si vous disposez d'ouvrages ou d'articles de référence ou si vous connaissez des sites web de qualité traitant du thème abordé ici, merci de compléter l'article en donnant les références utiles à sa vérifiabilité et en les liant à la section « Notes et références ».
Pour les articles homonymes, voir BDM.
BDM TV (Banlieue Diversité Média) est une chaîne de télévision associative à vocation citoyenne diffusée entre 2008 et 2017. Disponible sur le canal 31 de la TNT en Île-de-France, elle est également accessible sur la télévision par ADSL. 
BDM TV suit une ligne éditoriale ayant pour axe principal la promotion de la diversité, de la citoyenneté, du sport, de l'art, la culture, des quartiers et du vivre ensemble .
La chaîne s'affiche comme une télévision de proximité qui serait le reflet de la diversité et des « énergies positives » de la France d'aujourd'hui.

## Histoire de la chaîne
En 2007, le CSA accorde une autorisation de diffusion à l'Association Banlieues du monde, qui crée ainsi la chaîne Banlieue Diversité Média dite BDM TV.
BDM TV bénéficie alors d’une autorisation pour émettre 28 heures par semaine sur le canal 21 de la TNT en Île-de-France de 8 h à 12 h.

### De 2008 à 2009
Le 20 mars 2008, la chaîne BDM TV commence à émettre et diffuser ses programmes.
Le président de la chaîne est Ibrahime Sorel Keita. Le directeur technique est Marc Thibault.
La majorité des programmes est alors produite par l'équipe de BDM TV et le collectif associatif représentant la diversité et les quartiers.

### De septembre 2009 à août 2012
À la suite du départ de Marc Thibault, l'association banlieues du monde signe un partenariat avec la JPROD (Jeunesse Productive) qui assurera le suivi technique de la chaîne BDM TV. Joël Menuel est alors nommé au poste de directeur technique.
En septembre 2010, la chaîne effectue une refonte visuelle, un changement au niveau des programmes avec des émissions conformes à sa charte éditoriale.
Ainsi grâce à l'apport de ces nouvelles émissions, la chaîne impose sa marque de "N°1 sur la diversité" au sein du PAF notamment en offrant des programmes qu'elle est la seule à diffuser sur la TNT : classement de musiques urbaines et orientales, des émissions playlists et plages de diffusions ouvertes aux talents, émissions inédites sur l'Islam, les associations et les réussites de la diversité.
Durant cette période, BDM TV utilise sa notoriété pour promouvoir des causes fortes notamment en diffusant à titre gracieux des spots publicitaires de grandes organisations humanitaires (Les Restos du cœur, Unicef, Sidaction...).
Cette notoriété sera confirmée par les chiffres d'audience puisque BDM TV sera classée numéro une des chaînes franciliennes en DET (durée d’écoute par téléspectateur) avec une moyenne de 52 minutes.

### Septembre 2012 à novembre 2013
En septembre 2012, le Président de l'Association Banlieues Du Monde (BDM) et le président du Groupe MTD Finances décident de créer une SARL nommée France Diversité Média (FDM) pour trouver des financements pour relancer la chaîne BDM TV.
L'Association BDM, actionnaire-majoritaire nomme le président du Groupe MTD Finances gérant de cette société et un partenariat est conclu entre l'Association BDM et la SARL FDM.
L'Association Banlieues Du Monde reste le propriétaire exclusif de la chaîne toujours dirigé par Monsieur Ibrahime Sorel Keita et l'unique détenteur de l'autorisation du CSA.
L'ancienne équipe de direction est progressivement remplacée par une partie des salariés du Groupe MTD Finances.
Plusieurs nouvelles émissions apparaissent à l'antenne au détriment des anciennes qui ont fait la notoriété de BDM TV.

### Novembre 2013
À la suite de nombreux désaccords opposant le président de BDM TV au gérant de FDM, le bureau de l'association Banlieues Du Monde demande que la ligne éditoriale de la chaîne soit expressément suivie, l'esprit et l'éthique du partenariat respectés.
Les changements n'ayant pas été effectués, la chaîne perdant en notoriété, s'éloignant de sa ligne éditoriale et de sa mission première après plusieurs interpellations du gérant de FDM, le bureau de l'association BDM a constaté la rupture de son partenariat avec la SARL FDM.

### Octobre 2014 à juillet 2017
L'association Banlieues du Monde, crée un comité de direction de la chaîne BDM TV. Cet organe chargé de la gestion effective de la chaîne (technique, programmation, communication, finances) un comité de visionnage est également mis en place ainsi qu'un Comité de Pilotage.
Le 2 novembre 2014, le comité de direction a voté le changement d'habillage visuel de l'antenne et axé de nouveau le contenu éditorial de la chaîne sur sa ligne initiale à savoir la promotion de la diversité et du vivre ensemble.
Depuis juillet 2017, la chaîne ne diffuse plus aucun programme, on aperçoit alors une mire de couleur à la place sur le canal partagé de la TNT en Île-de-France.

### Arrêt de la chaîne
Début 2018, le CSA met en demeure la chaîne pour non diffusion de programme.
Depuis l'arrêt de BDM TV, le site a été supprimé.

## Identité visuelle
Les couleurs de la chaîne sont le bleu, le vert et le jaune orangé sur le côté. L'habillage est réalisé conjointement par BDM TV et PETAL TV.
À partir du 25 septembre 2010, afin de redynamiser l'image de la chaîne, BDM TV change de logo et d'habillage d'antenne. La création du logo et de l'habillage d'antenne sont confiés aux équipes d'Hitmaker Production. Le nouveau logo représente trois téléviseurs (vue en perspective) chacun contenant une des trois lettres.
Ce nouvel écrin graphique est censé donner une couleur plus actuelle à la chaîne face à une concurrence accrue des autres chaines de la TNT. Il est basé sur du motion design, les jingles publicitaires sont des mises en scène des lettres P - U - B. Certains jingles pub sont adaptés aux programmes qu'ils précèdent et/ou succèdent.
Des habillages saisonniers sont diffusés à l'antenne pour illustrer des périodes comme les fêtes de fin et de début d'année et les vacances.
De 2012 à 2014, le logo à l'antenne reste inchangé, par contre il n'y a plus d'habillage d'antenne ni de jingles publicitaires, le gérant de France diversité Média souhaitant changer de ligne pour "faire venir des investisseurs".
Finalement, la chaîne diffusera sans habillage graphique durant la période du partenariat à France Diversité Média (excepté le logo à l'antenne).
À partir du 29 octobre 2014, BDM TV change de logo et met à l'antenne un nouvel habillage confié à l'agence Hitmaker Production. Cet habillage place d'emblée la chaîne sur un nouveau créneau. En effet, afin de réaliser un come back retentissant, la chaîne se dote d'un habillage mêlant 3D, motion graphique et également du filming haut de gamme pour les transitions et les jingles d'auto promotion. Les jingles pub sont intégralement réalisés en 3D avec pour concept de faire apparaître le mot "Pub" dans un univers du quotidien.
Une série de jingles pub et un habillage saisonnier sont réalisés dans un autre concept pour annoncer des périodes particulières (vacances, noël, Jour de l'an, etc.)
Ces changements graphiques sont également visibles sur le nouveau site internet de la chaîne.

### Logos

Logo de BDM TV du 20 mars 2008 au 24 septembre 2010.
Logo de BDM TV du 25 septembre 2010 au 28 octobre 2014.
Logo de BDM TV du 29 octobre 2014 à juillet 2017.

### Slogan
"BDM TV, la première chaîne européenne de la diversité".

## Diffusion
BDM TV était diffusée de 8 h à 12 h tous les jours sur le canal 31 de la TNT en Île-de-France jusqu'à l'arrêt de ses programmes en juillet 2017. Elle partageait ce canal avec les chaînes Demain ! IDF, Cinaps TV et Télé Bocal.
Ses programmes étaient également diffusés aux mêmes horaires sur le canal 337 de SFR, le canal 345 de Free, le canal 401 de la Bbox et le canal 94 de Numericable.

## Programmes par ordre décroissant de l'audience
1. People Soul (animée par Mous's)
2. Atout France
3. Mission Sport
4. Energies Positives
5. Ex Pression
6. En acoustique
7. 7e Art
8. Mode Archy
9. Les Immortels
10. Don't Lie With Dee Lay
11. Oriental Top 10
12. Zikaload
13. On va faire le Show
14. Street 15
15. African Best Star
16. La Matinale (animée par Rachid Jelti)

## Organisation

### Dirigeants
- Président :
  - Ibrahime Sorel KEITA
- Comité de direction :
  - Bertrand DEYAWE
  - Joel MENUEL
  - Abdoulaye BARRY
  - Nader ALAMI
  - Siraye CISSE
- Comité de pilotage :
  - Association Banlieues du Monde
  - Réseau CAQ 40
  - Club des Amis
  - Club des Parrains